# Triptófano
El triptófano (abreviado como Trp o W) (también, triptofano) es un aminoácido esencial en la nutrición humana. Es uno de los 20 aminoácidos incluidos en el código genético (codón UGG). Se clasifica entre los aminoácidos apolares, también llamados hidrófobos. Se caracteriza por una cadena lateral con el grupo indol. Es esencial para promover la liberación del neurotransmisor serotonina, involucrado en la regulación del sueño y el placer. Su punto isoeléctrico se ubica a pH=5.89. La falta de triptófano puede contribuir negativamente a cuadros de ansiedad, insomnio y estrés.[cita requerida]

## Propiedades

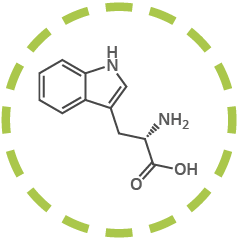
Triptofano